# Белригвардо (Пистоја)
Белригвардо је насеље у Италији у округу Пистоја, региону Тоскана.
Према процени из 2011. у насељу је живело 20 становника. Насеље се налази на надморској висини од 568 м.